# Пьерро, Жан-Луи
Жан-Луи Мишель Пьерро (фр. Jean-Louis Michel Pierrot; 19 декабря 1761 — 18 февраля 1857) — генерал гаитянской армии, гаитянский аристократ, дворянин и политический деятель, президент Гаити в 1845—1846 годах.

## Королевство Гаити
Жан-Луи Пьерро родился в 1761 году в деревне Аккюль-дю-Нор. Несмотря на свою безграмотность, он сделал фантастическую военную карьеру. При режиме короля Анри Кристофа он был произведён в генерал-лейтенанты и получил титул принца Гаити, тем самым, став пятым наследником престола. В 1812 году он женился на мамбо Сесиль Фатиман, младшей сестре Мари-Луизы Куадави, жены короля Анри Кристофа. После революции 1820 года и свержения монархии он со всей семьей отправился в ссылку на Ямайку. Он вернулся на Гаити в 1835 году, но был равнодушен к политике и поселился на севере.

## Президент-принц
После свердения диктатора Жан-Пьера Буайе он вошел во временное правительство. Таким образом, он последовательно служил президентам Шарлю Ривьер-Эрару и Филиппу Герье, герцогу л’Авансе. 16 апреля 1845 года, после смерти герцога, Государственный совет призвал его возглавить Гаити. Из-за постоянных заговоров в Порт-о-Пренсе, он переместил свое правительство во второй город страны, Кап-Аитьен, и Порт-о-Пренс потерял статус столицы. Он объявил о своем намерении удержать восточную часть острова, жители которой восстали против гаитянских оккупантов, чтобы провозгласить независимость Доминиканской Республики. Население Порт-о-Пренса, интеллектуальная и военная элита не смирились с судьбой, уготованной их городу. Гарнизоны Порт-о-Пренса свергли его 1 марта 1846 года и президентом стал Жан-Батист Рише. 24 марта Пьерро признал свою отставку, покинул армию и поселился на севере страны.
Пьерро умер 18 февраля 1857 года на плантации «Камп-Луиза» недалеко от Кап-Аитьена в Северном департаменте.
Его единственная дочь, принцесса Мари Луиза Амелия Селестина Пьерро, вышла замуж за принца Пьера Нор Алексиса (внука короля Анри I), военного и морского министра с 1867 по 1869 год и пожизненного президента Гаити с 1902 по 1908 год.